# Разепин, Анатолий Александрович
Анатолий Александрович Разепин (2 апреля 1941 — 24 августа 1971) — советский биатлонист, чемпион (1969) и двукратный призёр чемпионатов СССР в эстафетах. Мастер спорта СССР.

## Биография
Представлял спортивное общество Вооружённых сил (СКА) и город Ленинград. Имел воинское звание старшего лейтенанта. Был многократным чемпионом Ленинграда по биатлону.
В чемпионате СССР 1968 года завоевал бронзовую медаль в эстафете в составе сборной Ленинграда. На следующий год, выступая в составе сборной Вооружённых сил, завоевал золотые медали чемпионата в эстафете. В 1970 году также выступал за сборную Вооружённых сил, но команда заняла только третье место, пропустив вперёд две команды общества «Динамо».
Умер 24 августа 1971 года в возрасте 30 лет. Похоронен на Петергофском кладбище (ныне — Санкт-Петербург).